# Pekka Korpi
Pekka Korpi, född 11 november 1949 i Uleåborg, Norra Österbotten, är en finländsk travkusk och travtränare. Han är en av de mest framgångsrika och välkända i Finland inom travsport. Han har tränat hästar som bland andra Mascate Match, Meadow Trish, Super Mon, Friendly Face, Classico Merett och Expess Merett.

## Karriär

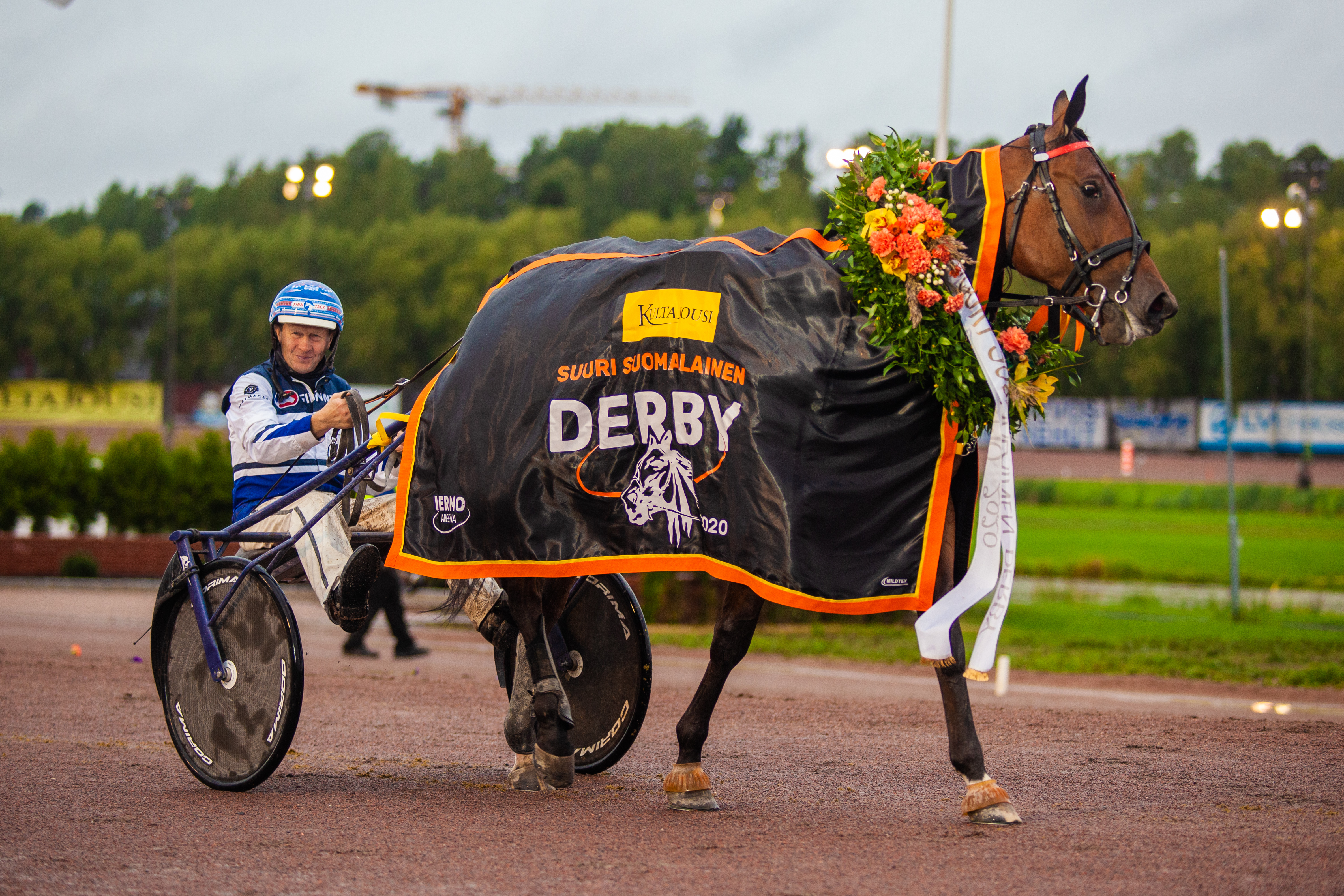
Korpi tillsammans med Mascate Match, 2020.

Korpi tog ut sin tränarlicens 1978, och har sedan dess kört över 25 000 travlopp, och tagit fler än 5 000 segrar. Som kusk har han fått smeknamnet "Kultasormi" (Golden Finger) och har tagit flera större segrar i travlopp. Korpi har bland annat vunnit Europeiskt mästerskap för kuskar tre gånger mellan 1980 och 1982, samt kommit på andra plats i World Driving Championship 1978 i Nordamerika. Under 1980-talet arbetade han under flera år i Belgien och USA. Sedan 2011 har Korpi varit mycket verksam i Sverige.
Korpi har blivit utvald till årets tränare i Finland 2006, 2007, 2008, 2009 och 2010.  
Korpi har under tidiga år även utmärkt sig inom ridsport, där han bland annat vunnit Finskt juniormästerskap i hoppning med hästen Nowator.

### Familj
Korpis far Allan “Aku” Korpi var framstående inom hästsport, något som smittade av sig på hans tre söner. Pekka Korpis två bröder Heikki och Ilkka Korpi, har också utmärkt sig inom travsport. Heikki Korpi arbetade under en lång tid som tränare i Bologna i Italien.
Pekka Korpi har två söner, varav den äldsta, Hannu-Pekka, arbetar i Pekka Korpis stall. Hans yngste son Janne Korpi är olympisk representant inom snowboard.

## Större segrar i urval
| År   | Lopp                  | Häst              | Kusk           | Tränare        | Grupp   |
| ---- | --------------------- | ----------------- | -------------- | -------------- | ------- |
| 1976 | Suur-Hollola-loppet   | Meadow Trish      | Pekka Korpi    |                | Grupp 1 |
| 1977 | Finskt Travderby      | Viking Way        | Pekka Korpi    |                | Grupp 1 |
| 1978 | Finskt Travderby      | Leo Frosty        | Pekka Korpi    |                | Grupp 1 |
| 1979 | Suur-Hollola-loppet   | Viking Way        | Pekka Korpi    |                | Grupp 1 |
| 1980 | Jubileumspokalen      | At Risk           | Pekka Korpi    | Pekka Korpi    | Grupp 1 |
| 1983 | Sweden Cup            | Leander Blue Chip | Heikki Korpi   | Pekka Korpi    | Grupp 2 |
| 1983 | Suur-Hollola-loppet   | Guiding Star      | Pekka Korpi    | Pekka Korpi    | Grupp 1 |
| 1985 | Sweden Cup            | Glenn Kosmos      | Pekka Korpi    | Pekka Korpi    | Grupp 2 |
| 1985 | Finskt Trav-Kriterium | Philip H          | Pekka Korpi    | Pekka Korpi    | Grupp 1 |
| 1987 | Suur-Hollola-loppet   | Black Laukko      | Pekka Korpi    | Pekka Korpi    | Grupp 1 |
| 1988 | Suur-Hollola-loppet   | Black Laukko      | Pekka Korpi    | Pekka Korpi    | Grupp 1 |
| 1997 | Grand Prix l'UET      | General November  | Pekka Korpi    | Veijo Kivijoja | Grupp 1 |
| 1997 | Korta E3, ston        | Irish Kemp        | Pekka Korpi    | Marko Inkinen  | Grupp 1 |
| 2001 | Kuopio Stakes         | Only Magic Kid    | Pekka Korpi    | Pekka Korpi    | Grupp 2 |
| 2005 | Kuopio Stakes         | Arctic Express    | Pekka Korpi    | Pekka Korpi    | Grupp 2 |
| 2006 | Ina Scots Ära         | Old Maid Hall     | Jorma Kontio   | Pekka Korpi    | -       |
| 2007 | Finskt Trav-Kriterium | Arctic Hope       | Pekka Korpi    | Pekka Korpi    | Grupp 1 |
| 2007 | Gran Premio d'Europa  | Express Merett    | Pekka Korpi    | Pekka Korpi    | Grupp 1 |
| 2009 | Sweden Cup            | Express Merett    | Pekka Korpi    | Pekka Korpi    | Grupp 2 |
| 2013 | Plåt-Svens Minne      | Elvis Duo         | Jorma Kontio   | Pekka Korpi    | -       |
| 2013 | Finskt Trav-Kriterium | Express Duo       | Ari Moilanen   | Pekka Korpi    | Grupp 1 |
| 2014 | Kuopio Stakes         | Express Duo       | Pekka Korpi    | Pekka Korpi    | Grupp 2 |
| 2014 | Långa E3, ston        | Arctic Model      | Pekka Korpi    | Pekka Korpi    | Grupp 1 |
| 2015 | Lady Snärts Lopp      | Twigs Voici       | Pekka Korpi    | Pekka Korpi    | -       |
| 2015 | Suur-Hollola-loppet   | Express Duo       | Pekka Korpi    | Pekka Korpi    | Grupp 1 |
| 2015 | Kuopio Stakes         | Arctic Muscles    | Pekka Korpi    | Pekka Korpi    | Grupp 2 |
| 2015 | Finskt Travderby      | Fabrice Duo       | Pekka Korpi    | Pekka Korpi    | Grupp 1 |
| 2015 | Finskt Trav-Kriterium | Arctic Passion    | Hannu Torvinen | Pekka Korpi    | Grupp 1 |
| 2018 | Kuopio Stakes         | Twist Of Fate     | Pekka Korpi    | Pekka Korpi    | Grupp 2 |
| 2019 | Långa E3, ston        | Mascate Match     | Pekka Korpi    | Pekka Korpi    | Grupp 1 |
| 2019 | Korta E3, ston        | Mascate Match     | Pekka Korpi    | Pekka Korpi    | Grupp 1 |
| 2020 | Finskt Travderby      | Mascate Match     | Pekka Korpi    | Pekka Korpi    | Grupp 1 |
| 2021 | Finskt Travderby      | Magical Princess  | Pekka Korpi    | Pekka Korpi    | Grupp 1 |